# Fernand Siré
Fernand Siré, né le 31 mars 1945 à Saint-Laurent-de-la-Salanque (Pyrénées-Orientales), est un médecin généraliste et homme politique français membre des Républicains (LR), député de la deuxième circonscription des Pyrénées-Orientales de 2010 à 2017.

## Biographie
Né de parents commerçants dans une famille de trois enfants en 1945. Il suit des études de médecine à Montpellier et revient s'établir dans le village de son enfance en qualité de médecin généraliste en 1975.
Il occupe pendant plus de 15 ans les fonctions de président du syndicat médical départemental généraliste et spécialiste. Il s'engage par la suite plus largement pour la défense des professions de santé, en occupant la présidence de l'Union nationale des professions libérales (UNAPL) et celle du Centre Départemental des Professions de Santé. Cofondateur du "Centre 15" des Pyrénées-Orientales, bien avant la loi qui a légalisé ce type de structure, c'est tout naturellement qu'il accède à la fonction de Vice Président de l'Ordre des médecins pendant plus de 10 ans avec délégation pour l'organisation des gardes et des urgences au niveau départemental. Il devient ensuite Conseiller régional de l'Ordre des Médecins, Vice Président de l'Union régionale des médecins libéraux (URML).
Dans sa ville natale, il prend la tête du XIII Laurentin qui compte 200 licenciés, et il préside le service d'aide à domicile "Vivre en Salanque" qui compte près de 100 employés. Il occupe toujours les fonctions de Président du foyer "Les Mouettes", maison de santé pour handicapés situé dans la commune du Barcarès.
Fernand Siré est marié et père de deux enfants.

## Parcours politique
Son parcours débute à Saint-Laurent-de-la-Salanque (Pyrénées-Orientales) en 1989, aux côtés de René Marquès alors Président du Conseil général et maire de Saint-Laurent-de-la-Salanque. Il devient son adjoint en 1989.
En mars 2001, il est élu maire de Saint-Laurent-de-la-Salanque. Il devient conseiller général du canton de Saint-Laurent-de-la-Salanque en mars 2004.
Suppléant d'Arlette Franco lors des élections législatives de 2007, il prend sa succession à la suite du décès de cette dernière survenu en mars 2010. À l'Assemblée nationale il siège au sein de la commission des affaires sociales.
Il est membre du Club des réformateurs présidé par Hervé Novelli et de La Droite rurale initiée par Pierre Morel-À-L'Huissier.
Le 17 juin 2012, il est réélu député de la deuxième circonscription des Pyrénées-Orientales avec 50,49 % des voix exprimées, après avoir ouvertement fait appel aux électeurs du Front national et bénéficié du désistement de la candidate de ce parti à l'issue du premier tour,. Sa suppléante est Christine Llorens, ancienne collaboratrice parlementaire de Jacqueline Irles. Il siège à la commission des Affaires sociales.
Alors qu'il se représente en tant que maire dans sa ville natale, Fernand Siré est battu le 30 mars 2014 par son ancien premier adjoint, Alain Got.
Il soutient Bruno Le Maire pour la primaire présidentielle des Républicains de 2016. En septembre 2016, il est nommé directeur de campagne régional pour le Midi-Pyrénées / Languedoc-Roussillon.
Il est investi par Les Républicains, le 14 janvier 2017, pour être candidat sur la deuxième circonscription des Pyrénées-Orientales aux élections législatives de 2017. Il est éliminé dès le premier tour le 11 juin 2017, laissant place à un duel entre les partis FN et LREM qui sera remporté par le FN Louis Aliot.

## Détail des mandats et fonctions
- 2001 - 2014 : maire de Saint-Laurent-de-la-Salanque
- 2001 - 2014 : vice-président de la communauté d'agglomération Perpignan Méditerranée
- 2004 - 2010 : conseiller général des Pyrénées-Orientales, élu dans le canton de Saint-Laurent-de-la-Salanque
- 2010 - 2017 : député des Pyrénées-Orientales (2e circonscription)
- Membre du bureau politique de la fédération Les Républicains (LR) des Pyrénées-Orientales
- Membre du conseil national de LR

## Distinctions
- Pupille de la Nation
- Ordre national du mérite